# 迪布罗瓦 (科诺托普区)
51°1′42″N 33°29′27″E / 51.02833°N 33.49083°E
迪布罗瓦（羅馬化：Dibrova），2024年9月前名为佩爾紹特拉夫內韋（烏克蘭語：Першотравневе），是位於烏克蘭東北部的村莊，由蘇梅州科諾托普區的杜博夫亞濟夫卡市鎮負責管轄。該村距離什波蒂夫卡和巴濟利夫卡2.5公里，海拔高度162米，2001年人口127。
2024年9月19日，乌克兰最高拉达将此村的名字改为迪布罗瓦。